# Edilo
Edilo (in greco antico: Ἥδυλος?, Hḗdylos; in latino Hedylus; Samo, 310 a.C. circa – ...) è stato un poeta greco antico, epigrammista.

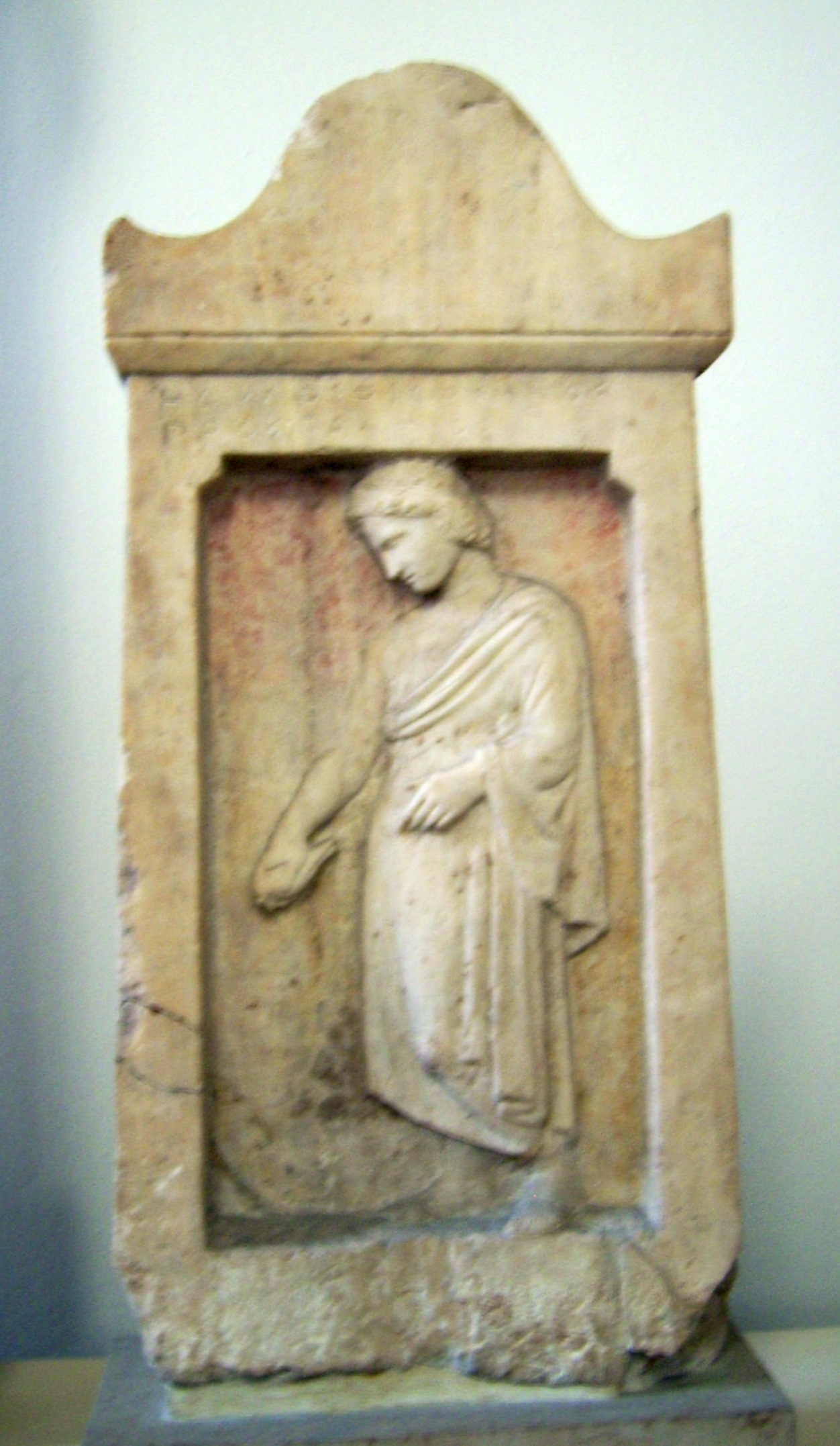
Stele di marmo di un omonimo del poeta, che ne testimonia la diffusione del nome.

È considerato, insieme ad Asclepiade e Posidippo, uno dei maggiori epigrammisti della scuola ionico-alessandrina.

## Biografia
Nato a Samo e figlio della poetessa elegiaca Edile, Edilo visse, a quanto si ricava dai suoi componimenti, durante il regno di Tolomeo II Filadelfo. Infatti cita la divinizzazione della regina Arsinoe e parla dell'ingegnere tolemaico Ctesibio, fiorito negli anni Ottanta del III secolo a.C. I suoi stessi componimenti ci forniscono, così, appigli cronologici, dati anche dal fatto che da numerose fonti sappiamo che fu rivale di Callimaco e amico di Posidippo di Pella e Asclepiade di Samo.

## Epigrammi
Undici dei suoi epigrammi sono inclusi nell'Antologia Palatina, anche se su due di essi esistono fondati dubbi sull'autenticità.

La maggior parte dei suoi epigrammi sono in lode del vino e tutti sono di tono scherzoso, mentre in altri descrive le offerte dedicatorie nel tempio di Arsinoe, tra le quali menziona l'organo idraulico di Ctesibio. In effetti, Edilo appare, nonostante i pochi epigrammi pervenutici, una personalità certamente non inferiore all'amico e collega Asclepiade di Samo, in quanto, come lui, presenta un forte legame tra stile di vita e temi poetici, come in un epigramma dove richiama il topos dell'ispirazione legata al vino, rimontante ad Archiloco e Cratino ma, in Edilo, legato al tema tutto alessandrino della leptòtes.